# Bùi Bình Thi
Bùi Bình Thi (1939–2016) là nhà văn Việt Nam, được truy tặng Giải thưởng Nhà nước về Văn học Nghệ thuật vào năm 2022.      

## Tiểu sử
Bùi Bình Thi sinh ngày 23 tháng 4 năm 1939 tại thôn Bặt Chùa, xã Liên Bật, huyện Ứng Hòa, Hà Nội. Ông theo đạo Tin lành.
Bùi Bình Thi tốt nghiệp phổ thông vào năm 1958. Từ năm 1986 đến 1990, ông theo học dự thính Đại học Hán Nôm. Năm 1991, ông nghiên cứu cao học về văn học tại tại Học viện M. Gorky (Matxcơva, nước Nga). Ông từng trải qua các công việc: biên tập viên phòng Văn nghệ Đài Tiếng nói Việt Nam; biên tập viên tạp chí Tác phẩm mới và báo Văn nghệ, Thư ký tòa soạn tạp chí Tác phẩm Văn học (hiện là Tạp chí Nhà văn). Ông cũng từng là Phó giám đốc Hãng phim Hội Nhà văn Việt Nam; Phó giám đốc đại diện miền Bắc của Trung tâm Nghiên cứu Quốc học Hội Nhà văn Việt Nam. Sau đó, ông chuyển về làm việc tại Ban Sáng tác thuộc Hội Nhà văn Việt Nam.
Ông qua đời ngày 22-6-2016 tại bệnh viện Bạch Mai.

## Sự nghiệp
Bùi Bình Thi là nhà văn nổi bật của thế hệ tác giả trưởng thành những năm 1960. Truyện ngắn đầu tay của ông được Nhà xuất bản Kim Đồng ấn hành năm 1961 viết về con bò - vật nuôi gắn bó của gia đình.
Trong sự nghiệp sáng tác, Bùi Bình Thi đã xuất bản hơn 20 đầu sách, trong đó có các tiểu thuyết nổi bật gồm Đường về cánh đồng Chum, Mặt trời trên đỉnh thác, Ban mai, Hành lang phía Đông, Xiêng Khoảng mù sương, Odessa một cuộc tình… Ông cũng là tác giả của các tập truyện vừa, truyện ngắn như Kiếp người, Mùa mưa đến sớm và nhiều tập bút ký, tạp văn đăng trên một số tạp chí.
Theo Bùi Thạc Chuyên, ông mất khi vẫn còn một tiểu thuyết đã hoàn thành, dự định ra mắt trong thời gian tới.
Bùi Bình Thi đã giành được nhiều giải thưởng văn học: Giải thưởng Sông Mê Kông lần I, Bằng khen của Bộ Quốc phòng cho tiểu thuyết Xiêng Khoảng mù sương; Giải cuộc thi tiểu thuyết lần thứ III của Hội Nhà văn Việt Nam (2006-2010) với tiểu thuyết Xiêng Khoảng mù sương; Giải thưởng Cống hiến Hội Nhà văn Việt Nam đợt 1 năm 2017.
Năm 2022, ông được truy tặng Giải thưởng Nhà nước về Văn học Nghệ thuật với tác phẩm: Xiêng Khoảng mù sương (tiểu thuyết).

## Tác phẩm chính
- Ký sự Xiêng Khoảng (1970);
- Tây Nguyên mùa cày (1975);
- Đường về cánh đồng Chum (tiểu thuyết, 1979);
- Hành lang phía đông (tiểu thuyết, 1995);
- Kiếp người (tập truyện vừa, 1997);
- Xiêng Khoảng mù sương (tiểu thuyết, 2004);
- Dại tình (tiểu thuyết, 2010);
- Văn và đời (tạp cảm, 2010);
- Odésa một cuộc tình (tiểu thuyết, 2010);
- Văn và cái văn (tạp cảm, 2010).

Nguồn:

## Vinh danh
- Giải thưởng Nhà nước về Văn học Nghệ thuật năm 2022.

### Giải thưởng văn học
- Giải thưởng Sông Mê Kông lần I cho tiểu thuyết Xiêng Khoảng mù sương;
- Bằng khen của Bộ Quốc phòng cho tiểu thuyết Xiêng Khoảng mù sương;
- Giải cuộc thi tiểu thuyết lần thứ III của Hội Nhà văn Việt Nam (2006-2010) với tiểu thuyết Xiêng Khoảng mù sương;
- Giải thưởng Cống hiến của Hội Nhà văn Việt Nam đợt 1 năm 2017.[5]

## Gia đình
Vợ của Bùi Bình Thi là hoạ sĩ Nguyễn Thị Mỹ. Ông có 2 con là đạo diễn Bùi Thạc Chuyên và Nghệ sĩ ưu tú Tố Anh.